# Stade d’Arlit
Stade d’Arlit – wielofunkcyjny stadion znajdujący się w Nigrze, w regionie Agadez, w mieście Arlit. Na stadionie swoje mecze rozgrywają drużyny piłkarskie Akokana FC i Urana FC Arlit. Stadion może pomieścić 7 tys. widzów.